# Gyökérgubacsképző fonálféreg

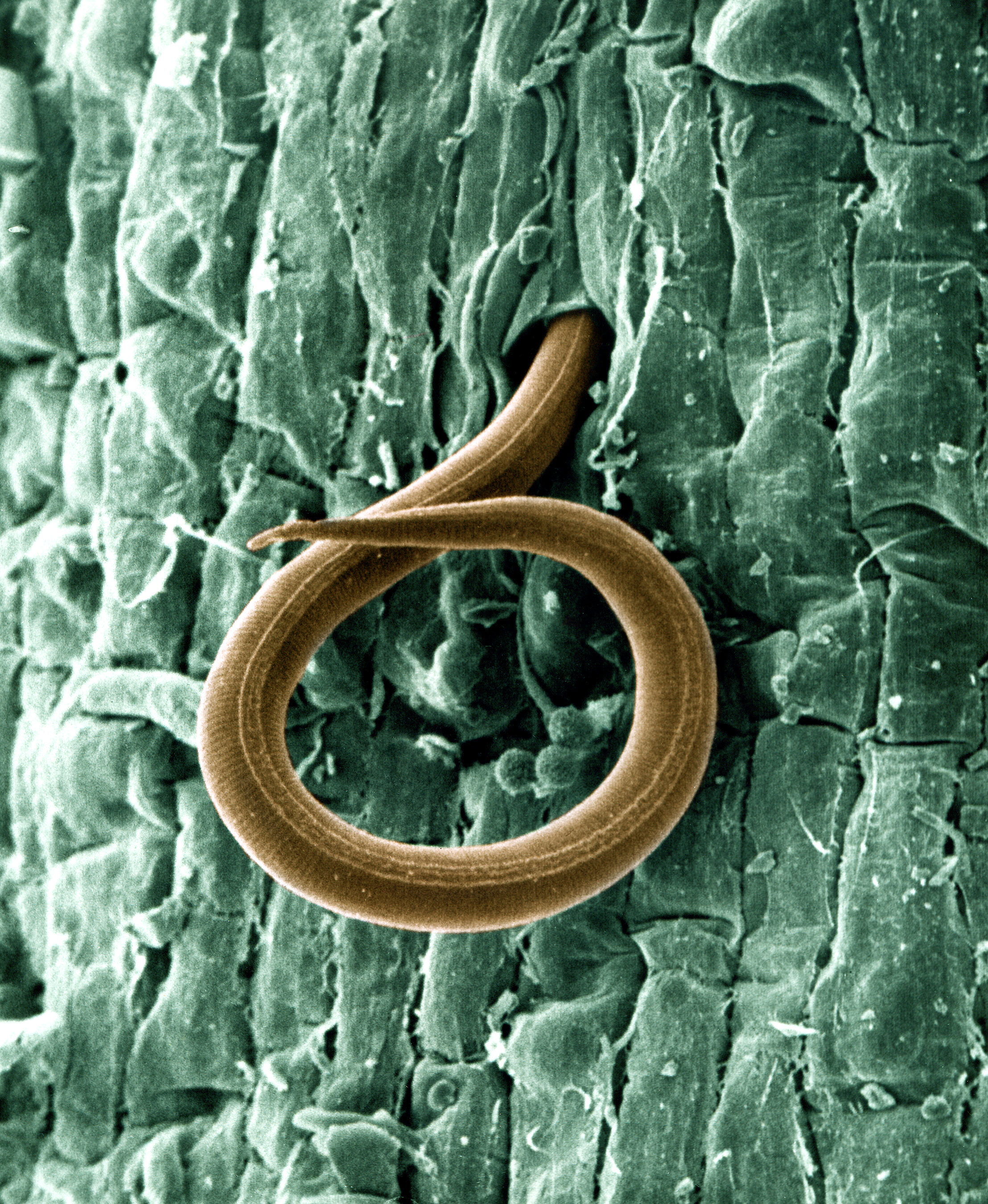
A Kertészeti gubacs-fonálféreg (Meloidogyne incognita) lárvája (SEM felvétel)

## Bevezetés, történeti áttekintés
Világszerte elterjedt fonálféreg genus a Meloidogyne, amelybe gyökérgubacsképző (root-knot nematode), obligát endoparazita életmódot folytató fajok tartoznak. 1877-ben Brazíliában Jobert figyelt meg először kávécserje gyökerein borsószem méretű vastagodásokat, melyek tojásokat és „fonálféreg-szerű” élőlényeket tartalmaztak. Tíz évvel később Goldi készített egy tanulmányt a kávécserje-betegségről, amelyben először leírta a Meloidogyne exigua fonálféreg által okozott növényi kórképet. Európában elsőként a 19. században észlelték, de sokáig nem tudták megkülönböztetni a cisztát képző Heterodera fajoktól.
Magyarországi Nematoda kutatások vonatkozásban Dr. Örley László és Prof. Andrássy István nevét kell megemlíteni. Örley László használta elsőként a fonálféreg kifejezést, Andrássy István átfogó taxonómiai munkássága világszinten elismert. Nevéhez fűződik a kertészeti és szántóföldi növényi kártevő fonálférgek morfológiai vizsgálata és hazánkban előforduló fajok azonosítása.

## Kártétel

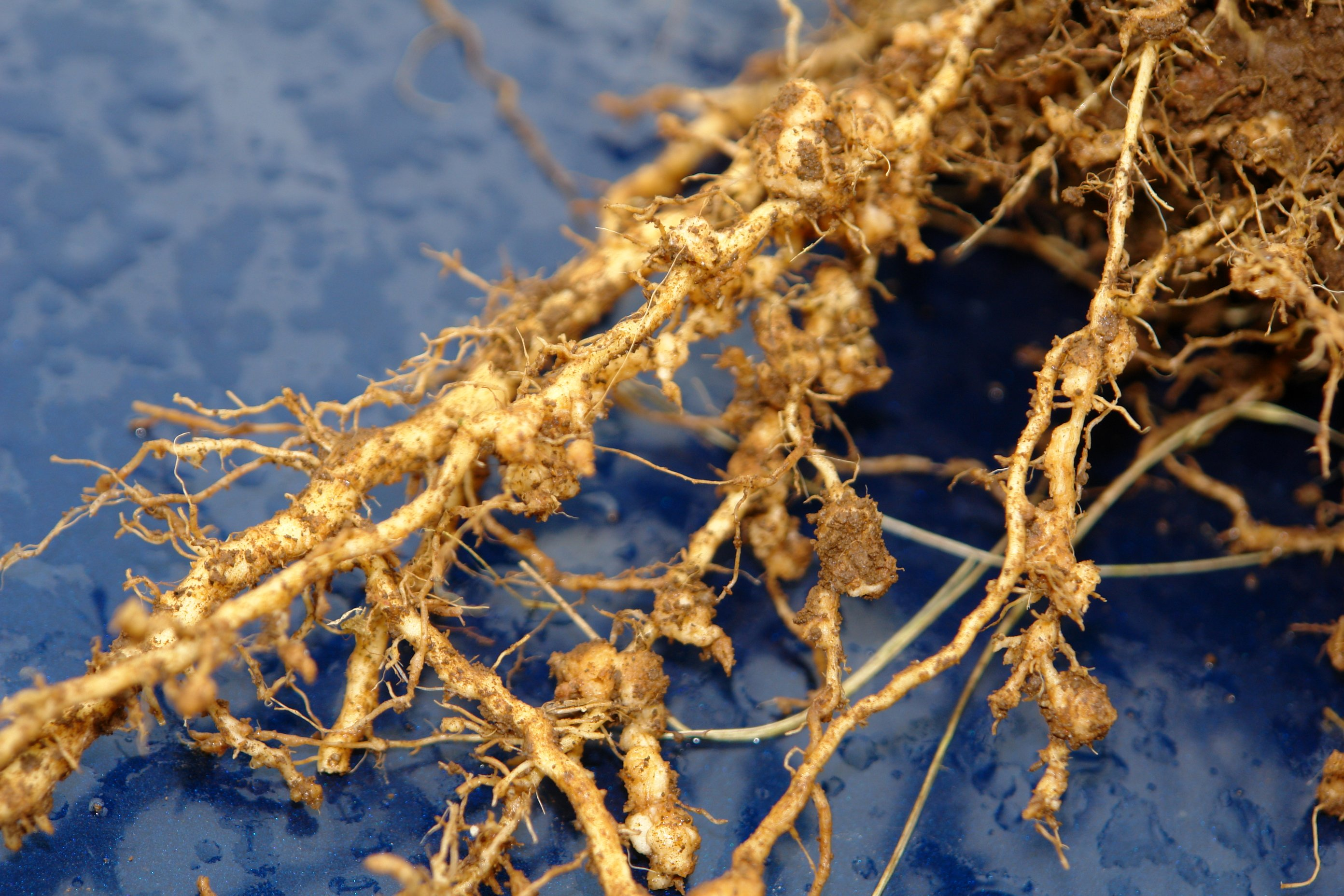
A gyökérgubacsképző fonálféreg fajok kártétele gyökéren

A gyökérgubacsképző fonálférgek, ahogy magyar elnevezésük sejteti, a növények gyökerén képeznek fürtszerűen elhelyezkedő megvastagodásokat, avagy gubacsokat. A fiatal gubacsok csupán borsószem méretűek, míg az idősebb vastagodások elérhetik nemegyszer az ököl nagyságot is. A paradicsom, dinnye, uborka, dohány, tápnövényeken akár csicsókára emlékeztető képződményeket hoznak létre, míg a paprikán és több dísznövényen (pl. gerberán) alig észrevehető. 
A fertőzött növény a növekedésben visszamarad, levelei sárgulnak, virága/virágzata elszárad, de akár súlyosabb esetben el is pusztulhat. Gyakran a fonálféreg fertőzés elősegíti más kórokozó fertőzését. 
A kártétel mértéke szabad földön általában nem haladja meg a 20%-ot, ám üvegházban a hőigényes növények (mint a paprika, paradicsom, uborka) esetén elérheti a 100%-ot is. Ebből adódóan számos kutatás irányul napjainkban ezen növényi kártevő fonálféreg fajokra.

## Életciklus
Életciklusa során az adult (vagyis ivarérett) nőstény körülbelül 1000 tojást helyez kocsonyás tömegben a gyökér felszínére. Két vedlés után a második stádiumú lárvák a tojást elhagyva a gyökér belsejébe hatolnak kitines szájszuronyuk, azaz styletjeik és sejtfalkárosító enzimeik (celluláz, pektináz) segítségével. A lárvák a gyökéren belül először a gyökércsúcs felé haladnak, majd a merisztematikus régióban megfordulnak és a növény szállítószövetei felé mozognak. Az állandó táplálkozási hely kiválasztása után fejüket a szállítónyalábba helyezve rögzülnek. A lárvákkal érintkező növényi sejtek számos sejtosztódás nélküli magosztódáson mennek keresztül, melynek hatására megduzzadnak és úgynevezett "gyökérgubacsot" képeznek. A fertőzés szövettani megnyilvánulása a denz citoplazma, a fejletlen sejtfal, a kisméretű vakuolák és mitokondriumok magas száma. Az adult alak három vedlést követően alakul ki. A 3. és 4. lárvastádiumban nincs táplálkozás, és nem fejlődik szurony. A Meloidogyne genusban jellemző az ivari dimorfizmus. Az érett nőstények megduzzadnak, körte alakúak, átlátszók vagy legfeljebb halványsárgák, és a gyökéren belül táplálkoznak. A hímek teste hosszúkás, kifejlődés után elhagyják a gyökeret. Gyakori a parthenogenesis (vagyis szűznemzés), a hímek többnyire csak kedvezőtlen környezeti feltételek mellett alakulnak ki.

## Védekezés
Napjainkban a gyökérgubacsot képző fonálféreg jelenti az egyik legnagyobb mezőgazdasági kártételt, így egyre több vizsgálat irányul a vele szembeni védekezés fejlesztésére.
A növényi patogén fonálféreg fertőzések ellen a leghatékonyabb módszer a megelőzés. Fontos a növénytermesztés során fertőzésmentes vetőanyag használata. A fitopatogén nematodák ellen való védekezésre fizikai, kémiai és biológiai megoldások alkalmazhatók.
Fizikai védekezés a vetésforgó, a talajgőzölés, a melegvizes csávázás, az elektromos sugárkezelés és az árasztás. Ezek használata időigényes, és hatásuk nem specifikus.
A kémiai kezelések alkalmazása költséges volta, toxicitása és bizonytalansága miatt napjainkban egyre inkább háttérbe szorul. A 19. században fontos mezőgazdasági módszer volt a talaj mésszel vagy folyékony ammóniával való kezelése. Természetes nematicid a zöldtrágya és az állati trágya, hiszen a bomló szerves anyagok aktiválják a fonálféreg-pusztító gombákat, a széndioxid-tartalom pedig serkenti az anhydrobiosisban lévő fonálféreglárvák kelését, illetve csökkenti az ellenálló képességüket.
Egy kísérlet során paradicsom ültetvényeket trágyáztak komposztált és nem komposztált állati trágyával. Két éven keresztül vizsgálták a talaj kémiai tulajdonságait, illetve nematoda és mikrobiális összetételét. A trágyázott területen megnőtt a gombaevő, baktériumevő és ragadozó fonálférgek egyedszáma, míg a növényparazitáké csökkent. Az össz-nematoda egyedszám nőtt a kontrollhoz képest, legmagasabb a komposztált trágya használata esetén volt. Továbbá trágyában magasabb volt a biokontrollként is használt csapdázó és endoparazita nematofág gomba spórák mennyisége is.
A mesterségesen előállított nematicid vegyszerek hatásuk szerint lehetnek maró, deplazmolizáló, légzésbénító, tápanyagfelvétel-gátló, vedlést gátló, és szaporodást gátló anyagok. Egy csoportjuk közvetlenül a fonálférgekre hat, míg más készítmények általános inszekticidek, illetve fungicidek, melyeknek fonálféregölő mellékhatása van. Az utóbbiak kevésbé drasztikusak a környezetre nézve, hatásuk azonban rövidebb ideig tart. A peszticidek használata gyakran nemcsak a célzott kártevő fajokat érinti, mérgező hatása széles spektrumban érvényesül, így emberre és a környezetre is igen káros lehet. Ezért is fontos egy környezetre kártékony, megbízható és specifikus védekezés alkalmazása.
A biológiai védekezés (vagy biokontroll) során valamely specifikus kártevő denzitásának csökkenése más élőlény felhasználásával érhető el. Növényi patogén fonálférgek ellen gombákat, baktériumokat, ragadozó fonálférgeket, vírusokat és protisztákat alkalmaznak.